# Катангский крест

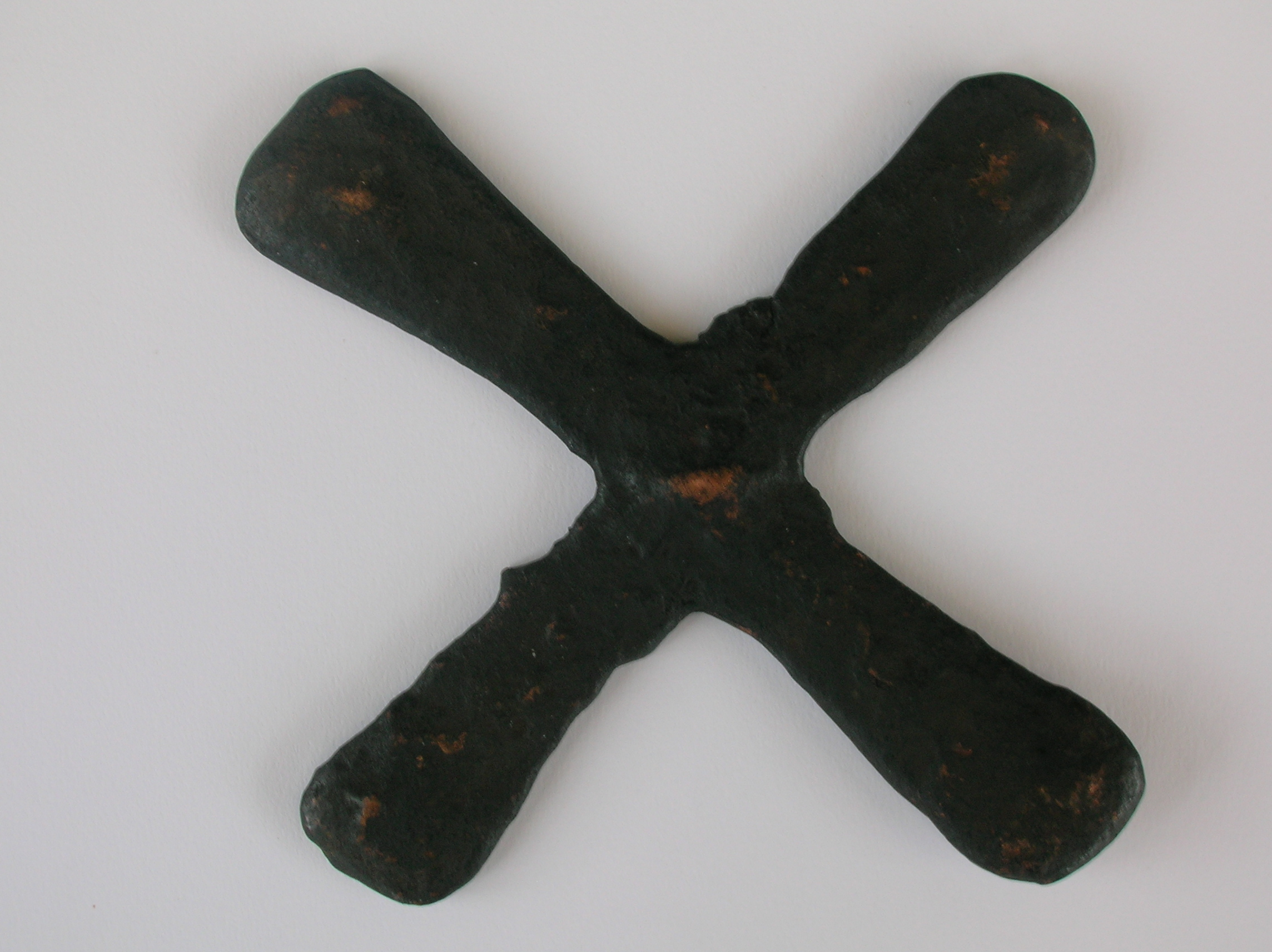
Крест Катанги

Катангский крест, ханда — вид домонетных денег, применявшихся как платежное средство в Катанге (в настоящее время часть территории Демократической Республики Конго) с XVI века и до колонизации провинции Бельгией. Каждый крест весит приблизительно 600 граммов, имеет размер от 15 до 50 см и изготовлен из меди. Имели распространение на землях современных государств Зимбабве и Замбии.
За один крест можно было получить приблизительно 10 килограммов муки маниока или 5 цыплят. За 2 можно было купить огнестрельное оружие. За 15 крестов можно было приобрести молодую жену, рабыню, козла и несколько топоров.
Кресты Катанги были составной частью символики непризнаной Республики Катанга (1960—1963), присутствовала на опознавательном знаке ВВС Катанги, флаге и на её деньгах — катангских франках.